# Hyperbolische spiraal

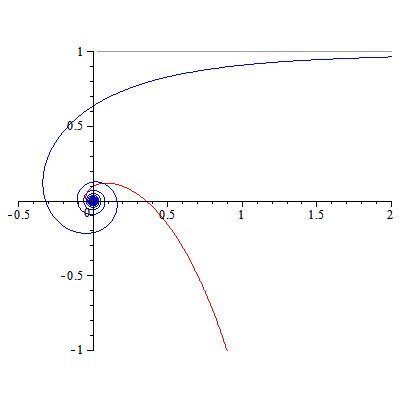

De hyperbolische spiraal is een spiraalvormige functie die ook onder de naam reciproke spiraal bekend is. De voerstraal is omgekeerd evenredig met de hoek. Daarom kan deze spiraal gezien worden als de omgekeerde van de Archimedes-spiraal waar de voerstraal recht evenredig is met de hoek.              
De vergelijking in poolcoördinaten is
{\displaystyle r(\theta )={\frac {a}{\theta }}}
waarbij de hoek {\displaystyle \theta } loopt van 0 tot {\displaystyle +\infty }.
Voor hoeken startend bij 0 ligt deze spiraal langs een horizontale asymptoot en wentelt zich dan in tegenwijzerzin dichter en dichter rond de oorsprong naarmate de hoek toeneemt. De totale booglengte van de spiraal is oneindig, en dit niet alleen wegens de asymptoot. Ook de totale booglengte van de wentelingen rond de oorsprong is oneindig. 
Een mogelijke parametervergelijking is: 
{\displaystyle x(t)=a\ {\cos t \over t},\quad y(t)=a\ {\sin t \over t}.}
Deze volgt rechtstreeks uit het verband tussen cartesische coördinaten en poolcoördinaten. De parameter {\displaystyle t} stemt overeen met de hoek {\displaystyle \theta }.
De spiraal heeft een horizontale asymptoot
{\displaystyle y=a}
wanneer {\displaystyle \theta } naar 0 nadert. Dit volgt uit de limieten:
{\displaystyle \lim _{t\to 0}x(t)=a\lim _{t\to 0}{\cos t \over t}=+\infty ,}
{\displaystyle \lim _{t\to 0}y(t)=a\lim _{t\to 0}{\sin t \over t}=a\cdot 1=a.}
De kromming in een punt van de hyperbolische spiraal is:
{\displaystyle \kappa (t)={\frac {t^{4}}{(1+t^{2})^{3/2}}}}
Deze uitdrukking geldt voor de parametervergelijking, maar blijft dezelfde voor de vergelijking in poolcoördinaten, zij het dan in de variable {\displaystyle \theta }.
De evolute is:
{\displaystyle \alpha (t)={\frac {\sin(t)-t\,\cos(t)+t^{2}\,\sin(t)}{t^{4}}}}
{\displaystyle \beta (t)=-{\frac {\cos(t)+t\,\sin(t)+t^{2}\,\cos(t)}{t^{4}}}}
Deze evolute heeft zelf ook de vorm van een spiraal, maar heeft geen asymptoot.